# Glynis Davies
Glynis Davies est une actrice canadienne née à Toronto.

## Filmographie

### Cinéma
- 1978 : Three Card Monte (en)
- 1980 : The Mouse and the Woman (uk) : la jardinière
- 1980 : Deadline : la jeune nounou
- 1987 : Les Roues de la mort : l'infirmière
- 1990 : Stella : Mme Douglas
- 1998 : Comportements troublants : Coupon Lady
- 2000 : Scary Movie : la mère de Buffy
- 2002 : Bang bang t'es mort : Karen Adams
- 2004 : The Wild Guys : l'instructeur de yoga
- 2005 : Desolation Sound : Kathy Shepard
- 2006 : Trapped Ashes : l'infirmière
- 2009 : Coup de foudre à Seattle : Workshopper
- 2010 : Gunless (en) : Beth
- 2010 : Hard Ride to Hell : Bernice
- 2011 : Donovan's Echo (en) : l'infirmière en psychatrie
- 2011 : Traveling at the Speed of Life : Mme Everett
- 2016 : Burn Your Maps (en) : Lillian
- 2017 : Hollow in the Land (en) : Debbie
- 2018 : The Perfection : Tante
- 2021 : Four Walls : Brenda
- 2021 : Affamés : Lorraine Byrd
- 2022 : Jurassic World : Le Monde d'après : Carolyn O'Hara

### Télévision
- 1985 : Evergreen : Marion (2 épisodes)
- 1986 : Le Bras armé de la loi : Andrea St James
- 1987 : Alfred Hitchcock présente : une fille (1 épisode)
- 1988 : La Cinquième Dimension : un croyant (1 épisode)
- 1990-1991 : Broken Badges : Alice (2 épisodes)
- 1992 : Street Justice : Paula Farren (1 épisode)
- 1994-1995 : X-Files : Aux frontières du réel : Monica, Ellen Brumfield et Nelson (3 épisodes)
- 1997 : Poltergeist : Les Aventuriers du surnaturel : Cora (1 épisode)
- 1998 : Les Soupçons de Mary : Dr Taylor
- 1999 : Traque sur Internet : Vivia Meyers (2 épisodes)
- 1999-2003 : Stargate SG-1 : Ambassadeur Noor et Catherine Langford jeune (2 épisodes)
- 2000 : Mysterious Ways : Les Chemins de l'étrange : Mme Kerner (1 épisode)
- 2000 : Le Secret du vol 353 : Dr Georgia Delmann
- 2001 : Affaires de femmes : Mona
- 2001 : Aux frontières de l'étrange : Denise Applebaum (1 épisode)
- 2001 : Wolf Lake : Sue Ellis (1 épisode)
- 2002 : Au-delà du réel : L'aventure continue : Dr Baker (1 épisode)
- 2002 : L'Île de l'étrange : Candace McNeil (1 épisode)
- 2002 : Smallville : Mme Palmer (1 épisode)
- 2002 : John Doe : Inquisitive (1 épisode)
- 2002 : La Treizième Dimension : la femme malade mentale (1 épisode)
- 2002 : Coroner Da Vinci : Mme Sanborn (1 épisode)
- 2002 : Disparition : une enseignante (1 épisode)
- 2003 : Mariés à jamais : Mlle Perkins
- 2003 : Un amour inattendu : Marian
- 2003 : Black Sash : Patricia Greenley (1 épisode)
- 2004 : Jack : Tante Mary
- 2004 : Dead Like Me : Deirdre Daly (1 épisode)
- 2008 : The L Word : Victoria Van Kleef (1 épisode)
- 2009 : Seule face à l'injustice : Juge Mitchell
- 2009 : Harper's Island : Ruth (1 épisode)
- 2009 : Eureka : la propriétaire du toaster (1 épisode)
- 2009-2011 : Stargate Universe : Maryann Wallace (6 épisodes)
- 2011 : J. K. Rowling : La Magie des mots : Case Worker
- 2011 : Fringe
- 2012 : Dr Emily Owens : Didi (1 épisode)
- 2013 : Once Upon a Time : une vieille fille (1 épisode)
- 2013 : Almost Human : l'avocate de la défence Farley
- 2013-2014 : Spooksville : Mme Blackwater (4 épisodes)
- 2013-2014 : L'Heure de la peur : Nancy et Mme Topik (2 épisodes)
- 2014 : Rogue : Batya Benowitz (2 épisodes)
- 2015 : Les Enfants du péché : Marisha
- 2015 : Supernatural : Mme Kemper (1 épisode)
- 2016-2018 : Les Voyageurs du temps : Jacqueline Peele (6 épisodes)
- 2017 : Un terrible secret : Joan
- 2018 : Altered Carbon : la vieille junkie (1 épisode)
- 2018 : Toi, moi et elle : Helen Wilberg (1 épisode)
- 2018 : Les 100 : Azdega
- 2019 : Riverdale : Miss Haggly (1 épisode)
- 2020 : Les Nouvelles Aventures de Sabrina : Dezmelda (4 épisodes)
- 2021 : A Million Little Things : Cheryl (1 épisode)
- 2021 : Associées pour la loi : Helen Rubinek (1 épisode)
- 2022 : The Attraction Test : Rebecca